# Entebbe (filme)
Entebbe (prt: Operação Entebbe; bra: 7 Dias em Entebbe), originalmente 7 Days in Entebbe, é um  filme britano-estadunidense de 2018, dos gêneros drama, suspense e policial, dirigido por José Padilha e escrito por Gregory Burke.
O filme, que narra a história da Operação Entebbe, teve pré-estreia no Festival de Berlim em 19 de fevereiro de 2018. . Em 19 de abril de 2018 foi lançado no Brasil
Entebbe é o quarto filme a dramatizar os eventos da Operação Entebe, depois que a TV Americana filmou Victory at Entebbe (1976) e Raid on Entebbe (1977), e o Israelense filme Operação Thunderbolt (1977).[carece de fontes?]

## Enredo
Em 1976, quatro guerrilheiros sequestraram um avião, tomaram os passageiros como reféns e o levaram para a ilha em Entebbe, Uganda, no intuito de libertar dezenas de palestinos presos em Israel.

## Elenco
- Rosamund Pike
- Daniel Brühl
- Vincent Cassel
- Eddie Marsan
- Ben Schnetzer
- Lior Ashkenazi
- Denis Ménochet

## Produção
Em 11 de fevereiro de 2016, foi anunciado que José Padilha, que seria o diretor de Entebbe para a Working Title Films e a StudioCanal, a partir de um script escrito por Gregory Burke. Em 29 de julho de 2016, Rosamund Pike, Daniel Brühl e Vincent Cassel foram escalados para os papéis no filme.
As filmagens tiveram início em 14 de novembro de 2016, em Malta, e a produção teve lugar no Reino Unido. Um verdadeiro sequestro ocorreu durante as filmagens no Aeroporto Internacional de Malta.